# Teyloides bakeri
Teyloides bakeri is een spinnensoort uit de familie Anamidae. De wetenschappelijke naam van de soort werd voor het eerst geldig gepubliceerd in 1985 door Main.